# Chorotega
Chorotega, auch Choluteca oder Mangue ist der Name eines indigenen Volks in Mittelamerika (Honduras, Costa Rica und Nicaragua). Seine gleichnamige Sprache gehörte zur Otomangue-Sprachfamilie und wurde zuletzt noch in Nicaragua (Monimbó, Departamento Masaya) gesprochen. Seit der ersten Hälfte des 20. Jahrhunderts ist sie ausgestorben.

## Chorotega und Monimbó
Im Jahr 2000 lebten in Costa Rica etwa 795 Menschen, die sich noch als Chorotega bezeichneten. In Nicaragua leben etwa 13.000–18.000 spanischsprachige Monimbó, deren Vorfahren einst eine Variante dieser Sprache sprachen. Die Chorotega-Sprache, die zur Otomangue-Sprachfamilie gehört, ist ausgestorben.

## Geschichte
Die Matlatzinka-Tlawika, welche von den Nahuas „Chololtecah“ genannt wurden, lebten im Cholula-Tal und wurden um das Jahr 600 von den Nahuas nach Süden vertrieben. Sie siedelten unter anderem in Choluteca, Subtiaba, im Westen Nicaraguas im Sprachraum des Chiapanekischen und brachten ihre Sprache mit.

## Nicaragua
Eine Deutung des Namens Nicaragua ist: bis hier gingen die Nahua, (nican = „hier“, aráhuac = „Menschen“ Nahuatl), was darauf schließen lässt, dass Nicaragua die Südgrenze des Siedlungsgebietes der Nahua war. Der ursprünglichere Teil der Bevölkerung werden aber Chorotega gewesen sein. Im Valle de Apompuá stand die Wiege von Diriangén (* 1502 in Diriamba; † 25. Dezember 1527 in Teyte Tenderí, heute Nindirí, Masaya), einem Fürsten der Chorotega, welcher sich der Konquista widersetzte. Die Mutter von Diriangén war Azcaxochil. Diriangén wurde von den Spaniern als starker, stämmiger Indigena mit schönem Gesicht und beachtlicher Willenskraft, dessen schwarze Augen im Kampf blitzten, beschrieben. Diriangén konnte mit seiner Armee das Vordringen der gierigen Verbrecher unter Gil Gonzáles Dávila sechs Jahre lang aufhalten. Diriangén hatte zwar einer Taufe zugestimmt, aber am 17. April 1522 einen Hinterhalt mit etwa 4.000 bewaffneten Indigenas gelegt, was dazu geführt hat, dass sich die Konquistadoren zeitweilig auf die Ufer des Lago Cocibolca beschränkten, da die Llanos de Nandaime eine sicherere Überquerung des Isthmus bot. Die Naborios von Sutiaba waren Chorotega. Ein Höhepunkt des Genozids an den Chorotegas war der Cañadaaufstand. Heute werden als Indigenas in Nicaragua die Sumos, die Ramas und Miskitos an der Costa Atlantica bezeichnet.

## Costa Rica
Die Diözese San José in Costa Rica entstand unter Pius IX. am 25. Februar 1850 aus der Diözese León (Nicaragua). Das Gebiet des heutigen Costa Rica war das rohstoffärmste Gebiet in Neuspanien. In Honduras und Nicaragua führte der Reichtum an Edelmetallen zum Ende der Chorotega.
In Costa Rica gibt es heute eine ambitionierte Geschichtsschreibung. Die Encyclopædia Britannica beschreibt die Chorotega als den mächtigsten indianischen Stamm im Nordwesten Costa Ricas während der Eroberung. Außerdem sprachen sie Mangue, zugehörig zur Sprachfamilie des Otomangue, die Chorotegas wanderten ursprünglich aus Chiapas ein und vertrieben die lokale Bevölkerung. Die Chorotega werden als Maisbauern mit semidemokratischen Märkten beschrieben, welche häufig Krieg mit benachbarten Völkern führten.
Sie trugen gepolsterte Baumwollrüstung und kämpften mit Pfeil und Bogen sowie mit hölzernen Schwertern, welche mit kleinen Messern aus Feuerstein besetzt waren. Es wird von ritualen Zechgelagen bei religiösen Festen und Menschenopfern und Selbstverstümmelung der Ohren, Zunge und Genitalien (Piercing) berichtet. Verschiedene Götter wurden in dafür gebauten Tempeln verehrt. Nach der Encyclopædia Britannica verschwand die Kultur und Sprache der Chorotega schon in der Kolonialzeit.

## Sprache
Innerhalb der Chorotega-Sprache konnten folgende Dialekte unterschieden werden: Diria (Diriamba = Leute aus den Bergen), Nagrandan (León, Nicaragua), Nicoya (Partido de Nicoya, Costa Rica), Orisi und Orotinya (Orotina).